# TT301
La tombe thébaine TT 301 est située à Dra Abou el-Naga, dans la nécropole thébaine, sur la rive ouest du Nil, face à Louxor en Égypte.
C'est la tombe d'Hori, scribe dans le domaine d'Amon lors de la période ramesside.